# 吹田市立青山台中学校
吹田市立青山台中学校（すいたしりつ あおやまだい ちゅうがっこう）は、大阪府吹田市青山台四丁目にある公立中学校。
千里ニュータウンの学校として1964年に開校した
。ニュータウンの北部を校区とし、校区は豊中市・箕面市の2市に接している。

## 沿革
千里ニュータウン北地区F住区（仮称・現在の青山台）の開発により、1964年4月1日付で吹田市立千里丘陵北中学校（仮称）として開校した。
開校から2ヶ月後の同年6月15日、F住区の地名が青山台に正式決定したことに伴い、学校名も吹田市立青山台中学校に改称している。
2009年には、従来の中学校校区にあった吹田市立北千里小学校が廃校となった。従来の北千里小学校校区は古江台・青山台の両小学校校区に分割されることになった。これに伴い、旧北千里小学校校区のうち古江台小学校区となった地域（古江台3丁目）については、古江台小学校の進学先中学校である吹田市立古江台中学校の校区へと変更を実施している。

## 通学区域[2]
- 吹田市立青山台小学校の通学区域。
  - 吹田市 青山台
- 吹田市立藤白台小学校の通学区域。
  - 吹田市 藤白台、上山田、千里万博公園13番。

## 出身者
- 葉加瀬太郎 - ヴァイオリニスト
- 宮本慎也 - プロ野球選手
- 飯星景子 - タレント、エッセイスト
- 徳永えり - 女優、モデル

## 交通
- 阪急千里線 北千里駅 北西へ約500m。